# Hellvik
Hellvik är en tätort i Eigersunds kommun i Rogaland fylke i sydvästra Norge. Orten ligger vid fylkesväg 44 och Jærbanan, nordväst om staden Egersund.